# Varvara Gračëva
Varvara Andreeevna Gračëva (in russo Варвара Андреевна Грачёва?; Mosca, 2 agosto 2000) è una tennista russa naturalizzata francese.
Ha rappresentato il suo Paese d'origine fino al 2023, anno in cui è diventata cittadina francese non condividendo l'invasione russa dell'Ucraina. La tennista peraltro viveva e si allenava in Francia già da 7 anni.

## Carriera

### 2015-2018: esordi e primi titoli ITF
Tra il 2015 e il 2016 Varvara vince 8 tornei juniores, tra cui 4 di Grado 2. Nel 2017 raggiunge la 19ª posizione nel ranking juniores, stabilendo il suo miglior risultato.
Nello stesso anno comincia a disputare tornei ITF a livello senior, raggiungendo due finali e vincendo un titolo ad Hammamet, grazie alla vittoria sulla francese Fiona Ferro.
L'anno seguente, dopo aver vinto il secondo titolo ITF della carriera, ad Adalia, Gračëva torna a giocare i suoi ultimi tornei juniores e quindi per 6 mesi non compete nel circuito ITF. A luglio fa il suo ritorno e, dopo aver conquistato il primo quarto di finale in un torneo 25k, entra nella top 500 del ranking. La russa chiude l'anno 447ª.

### 2019: ascesa nel ranking e debutto WTA
Dopo un lento avvio di stagione sul cemento, la russa ottiene risultati migliori sulla terra rossa. Partita dai turni di qualificazione, vince il titolo del torneo 25k di Chiasso ed entra nelle prime 400 posizioni del ranking. Nello stesso periodo vince contro la numero 118 Nao Hibino. Dopo il titolo di Chiasso, Gračëva vince anche i tornei 25k di Caserta e Montpeiller.
Subito dopo fa il suo debutto nel WTA Tour, al torneo di Losanna, dove si qualifica per il tabellone principale, avendo la meglio su Julia Grabher nel turno finale. Tuttavia, perde in due set al primo turno contro Han Xinyun. Compete anche sul cemento per la prima volta nel circuito maggiore al Citi Open, dove si qualifica ancora una volta. Vince il primo match in un main draw battendo Anna Blinkova ed ottiene la prima vittoria contro una top 100. Perde poi contro la numero 31 del mondo, Hsieh Su-wei. Agli US Open partecipa per la prima volta alle qualificazioni di uno Slam e sconfigge Martina Trevisan e Danka Kovinić, ma non passa il turno finale. Nella terra rossa conquista 14 vittorie consecutive grazie alla vittoria dei due tornei ITF di Saint-Malo e Valencia. Conclude l'anno giocando al torneo di Kremlin e, dopo essersi qualificata, vince al primo turno contro Ajla Tomljanović.
Alla chiusura della stagione la tennista è n.105 nel ranking. Grazie a ciò viene considerata una delle migliori stelle nascenti dell'anno.

### 2020: terzo turno agli US Open
Gračëva raggiunge l'ultimo turno di qualificazione agli Australian Open vincendo contro Chloé Paquet e Olga Danilović, ma non supera l'ultimo turno poiché viene battuta dall'ex numero 45 del mondo, Johanna Larsson. È stato l'inizio di una serie di cinque sconfitte consecutive per la russa prima che la pandemia di COVID-19 interrompesse il WTA Tour 2020. Tuttavia, è riuscita a fare il suo debutto nella top 100 il 2 marzo 2020, appena in tempo prima della sospensione dei tornei.
Dopo la ripresa dei tornei, gioca agli Internazionali Femminili di Palermo, ma viene fermata al secondo turno di qualificazione da Trevisan. Agli US Open Gračëva debutta nel main draw di uno Slam agli US Open e sconfigge in due set Paula Badosa. Nel secondo turno, ha realizzato una delle più grandi rimonte della storia ribaltando uno svantaggio di 1-6, 1-5 contro la 30ª testa di serie Kristina Mladenovic, salvando quattro match point e vincendo con un punteggio finale di 1-6, 7-6(1), 6-0. Al terzo turno cede all'ottava testa di serie Petra Martić in tre set.
Varvara fa il suo debutto anche nel tabellone principale degli Open di Francia, ma perde contro Elina Svitolina. Il suo anno si conclude con il secondo turno a Linz.
Conclude l'anno nella top 100 per la prima volta nella sua carriera.

### 2021: prima semifinale WTA e terzo turno a Parigi
Gračëva trionfa al suo debutto nel main draw degli Australian Open, avendo la meglio sulla connazionale Anna Blinkova prima di perdere contro un'altra russa, Veronika Kudermetova, al secondo turno.
Dopo una serie di scarsi risultati, raggiunge le semifinali del WTA 125 dell'Saint-Malo, sconvolgendo la seconda testa di serie Rebecca Peterson in due set. Raggiunge anche per la prima volta in carriera il terzo turno agli Open di Francia, superando Camila Giorgi al secondo turno.
La russa raggiunge la sua prima semifinale WTA in carriera a Chicago superando la seconda testa di serie Tamara Zidanšek, Ana Bogdan (ritirata sul 7-5, 3-1 per Gračëva ) e Marta Kostjuk. Perde per mano di Alizé Cornet (6-4, 1-6, 0-6).
Agli US Open, ha la meglio per la seconda volta su Paula Badosa (che avrebbe raggiunto la top 10 due mesi dopo) in due set e raggiunge il terzo turno per il secondo anno consecutivo. Sarà la connazionale Pavljučenkova a fermarla in due set.
La russa ha raggiunto il suo terzo quarto di finale dell'anno all'Astana Open come settima testa di serie, battendo Kristýna Plíšková e Lesja Curenko in due set. A Tenerife, ha ottenuto un'altra grande rimonta, questa volta superando Sara Sorribes Tormo al primo turno dopo aver ribaltato uno svantaggio di 1-5 nel set finale per una durata totale di 3 ore e 27 minuti. Giunge in semifinale anche al torneo di Limoges dove viene fermata da Ana Bogdan in tre set.
Chiude l'anno come numero 79.

### 2022
Inizia il 2022 a Melbourne ma non supera il primo turno, così come agli Australian Open dove viene fermata da Lucia Bronzetti. Anche a San Pietroburgo, dopo essersi qualificata per il tabellone principale, perde al primo turno per mano di Elena Rybakina. A Dubai invece, dopo aver giocato le qualificazioni, batte Tomljanović e approda al secondo turno, in cui vince solamente 2 game contro la qualificata Markéta Vondroušová. Anche a Lione esce al secondo turno, per mano di Alison Van Uytvanck.
Sulla terra, ottiene il miglior risultato al Roland Garros, dove elimina le australiane Sharma e Tomljanović in tre set, approdando al terzo turno del torneo francese per il secondo anno consecutivo; nella circostanza, cede il passo ad Elise Mertens (2-6 3-6).
Dopo alcuni mesi di difficoltà, ritrova un buon risultato al Chennai Open, dove centra il primo quarto WTA di stagione, sconfiggendo la qualificata Tkacheva (6-3 6-2) e la canadese Zhao (6-1 7-5). Tra le ultime otto, viene estromessa da Fruhvirtová in due set. Chiude la stagione con una semifinale al WTA 125 di Rouen e un quarto di finale in quello di Limogés.
Termina il 2022 al n°95 del mondo.

### 2023: prima finale WTA e top-50
Dopo non aver passato le qualificazioni ad Auckland e Hobart, prende parte all'Australian Open. Al primo turno, rifila un doppio 6-1 alla n°8 del mondo Dar'ja Kasatkina, conquistando la sua prima vittoria in carriera su una top-10. Al secondo round, si impone su Lucrezia Stefanini (6-3 6-1), centrando il terzo turno in terra australiana per la prima volta. Nella circostanza, cede a Plíšková in due parziali. In febbraio, partecipa al WTA '250' di Austin: all'esordio, elimina la n°1 del seeding Magda Linette (fresca semifinalista all'Australian Open) in tre set mentre, al secondo turno, vince il derby con Anna Blinkova (6-3 6(5)-7 6-1). Ai quarti, batte Sloane Stephens per 7-6(4) 6-3, accedendo alla sua seconda semifinale nel circuito maggiore. Nella circostanza, sconfigge Katie Volynets con lo score di 6-4 5-7 6-4, approdando alla sua prima finale WTA. Nell'ultimo atto, la russa viene superata dall'ucraina Kostjuk, con il punteggio di 3-6 5-7. La settimana dopo, si presenta per le qualificazioni del '1000' di Indian Wells: battendo Marčinko e Friedsam, entra nel main-draw; al primo turno, estromette Ysaline Bonaventure per poi prevalere sulla testa di serie n°25 Petra Martić. Al terzo turno, supera nuovamente la top-10 Kasatkina (6-4 6-4), approdando a un ottavo a questo livello per la prima volta in carriera. Nella circostanza, viene battuta dalla futura campionessa Elena Rybakina. Anche a Miami parte dalle qualificazioni: supera Jani e Stearns, accedendo al tabellone principale; al primo turno, elimina Maryna Zanevs'ka per poi rifilare un doppio 6-2 alla n°5 del mondo Ons Jabeur. Per Varvara è la prima vittoria su una top-5. Al terzo round, lascia tre giochi alla lucky loser Magdalena Fręch, raggiungendo gli ottavi, dove è nuovamente la futura campionessa ad estrometterla, in questo caso Petra Kvitová. Grazie a questi ottimi risultati, entra tra le prime 50 del mondo.
Sulla terra, dopo alcune uscite nei primi turni, ottiene una semifinale nel WTA 125 di Parigi, persa contro Diane Parry. Nel '250' di Strasburgo, si arrende nei quarti a Svitolina in due parziali. Al Roland Garros, si ferma al secondo round contro Sloane Stephens. Su erba, dopo un'uscita al primo turno a Berlino, raggiunge i quarti a Bad Homburg eliminando Cristian ed Errani; tra le ultime otto, cede a Lucia Bronzetti. A Wimbledon, vince il suo primo match nel main-draw dei Championships contro Camila Giorgi (6-2 6-4). Al secondo turno, soccombe alla n°2 del mondo Aryna Sabalenka in tre set. Sul cemento americano, ottiene solo un successo a Cincinnati (contro la rientrante Wozniacki), perdendo invece al primo turno a Cleveland, New York e Montréal. Nello swing asiatico, arriva al massimo al secondo turno a Pechino e Nanchang.
Termina l'anno al n°44 del mondo.

### 2024: primo ottavo di finale slam
Inizia la stagione con un quarto di finale ad Auckland, cedendo alla futura campionessa Coco Gauff con un duplice 1-6. A Hobart esce di scena al secondo turno; anche all'Australian Open non va oltre il secondo turno, fermata dalla futura semifinalista Jastrems'ka. Dopodiché, infila sei sconfitte consecutive al primo turno tra Linz e Miami, non riuscendo a conquistare nemmeno un set; a causa di questi pessimi risultati, scende nel ranking fino alla 100ª posizione. 
È costretta alle qualificazioni per disputare il torneo di Charleston, prima prova su terra per Varvara: le supera battendo le americane Hewitt e Arconada. Torna al successo in dun main-draw WTA contro la wild-card locale Clervie Ngounoue, per poi perdere da Elise Mertens in tre set. A Rouén si arrende al secondo turno a Yue Yuan. Passa le qualificazioni a Madrid, cedendo poi al primo round a Lucia Bronzetti con un duplice 3-6. A Roma, dopo aver superato il tabellone cadetto, viene fermata al secondo turno dalla top-10 Sakkarī. Nel WTA '125' di Parigi, conferma la semifinale del 2023, dove soccombe alla russa Šnaider. Al Roland Garros, Gračëva esordisce con un successo ai danni di Maria Sakkarī (3-6 6-4 6-3), centrando la sua quarta vittoria in carriera su una top-10. Al secondo turno, lascia 4 games a Bernarda Pera, ottenendo per la terza volta i sedicesimi nello slam di casa. Nella circostanza, si impone in due set su Begu, staccando il pass per il suo primo ottavo di finale slam. Tra le ultime sedici, la francese si arrende a Mirra Andreeva.

## Statistiche WTA

### Singolare

#### Sconfitte (1)
| Legenda              |
| -------------------- |
| Grande Slam (0)      |
| Argenti Olimpici (0) |
| WTA Finals (0)       |
| WTA Elite Trophy (0) |
| Dal 2021             |
| WTA 1000 (0)         |
| WTA 500 (0)          |
| WTA 250 (1)          |

| N. | Data         | Torneo           | Superficie | Avversaria in finale | Punteggio |
| 1. | 5 marzo 2023 | ATX Open, Austin | Cemento    | Marta Kostjuk        | 3-6, 5-7  |

## Statistiche ITF

### Singolare

#### Vittorie (7)
| Torneo $100.000 (0) |
| Torneo $80.000 (0)  |
| Torneo $60.000 (2)  |
| Torneo $25.000 (3)  |
| Torneo $15.000 (2)  |

| N. | Data              | Torneo                                                       | Superficie  | Avversaria in finale     | Punteggio     |
| 1. | 26 novembre 2017  | Hammamet Open, Hammamet                                      | Terra rossa | Fiona Ferro              | 6-4, 7-6(1)   |
| 2. | 21 gennaio 2018   | Tennis Organisation, Adalia                                  | Terra rossa | Sofia Shapatava          | 7-5, 6-0      |
| 3. | 28 aprile 2019    | ITF Women's Circuit Chiasso, Chiasso                         | Terra rossa | Jaqueline Adina Cristian | 6-4, 6-2      |
| 4. | 26 maggio 2019    | Internazionali Femminili di Tennis Città di Caserta, Caserta | Terra rossa | Anna Danilina            | 6-3, 7-5      |
| 5. | 23 giugno 2019    | Open GDF SUEZ Montpellier, Montpellier                       | Terra rossa | Elizabeth Halbauer       | 6-4, 6-2      |
| 6. | 22 settembre 2019 | Open GDF SUEZ de Bretagne, Saint-Malo                        | Terra rossa | Marta Kostjuk            | 6-3, 6-2      |
| 7. | 29 settembre 2019 | BBVA Open Ciudad de Valencia, Valencia                       | Terra rossa | Tamara Korpatsch         | 3-6, 6-2, 6-0 |

#### Sconfitte (2)
| Torneo $100.000 (0) |
| Torneo $80.000 (0)  |
| Torneo $60.000 (0)  |
| Torneo $25.000 (0)  |
| Torneo $15.000 (2)  |

| N. | Data              | Torneo                  | Superficie  | Avversaria in finale | Punteggio        |
| 1. | 17 settembre 2017 | Hammamet Open, Hammamet | Terra rossa | Inès Ibbou           | 6-3, 6(4)-7, 0-6 |
| 2. | 19 novembre 2017  | Hammamet Open, Hammamet | Terra rossa | Gaia Sanesi          | 3–6, 4–6         |

## Risultati in progressione
| Sigla | Risultato               |
| ----- | ----------------------- |
| V     | Vincitore               |
| F     | Finalista               |
| SF    | Semifinalista           |
| O     | Oro olimpico            |
| A     | Argento olimpico        |
| SF    | Bronzo olimpico         |
| QF    | Quarti di Finale        |
| 4T    | Quarto turno            |
| 3T    | Terzo turno             |
| 2T    | Secondo turno           |
| 1T    | Primo turno             |
| RR    | Round Robin             |
| LQ    | Turno di qualificazione |
| A     | Assente                 |
| ND    | Non disputato           |

| Legenda superfici    |
| -------------------- |
| Cemento              |
| Terra battuta        |
| Erba                 |
| Superficie variabile |

### Singolare
Aggiornato a fine WTA Tour 2023
| Torneo                 | 2019 | 2020 | 2021  | 2022  | 2023  | V–S        |
| ---------------------- | ---- | ---- | ----- | ----- | ----- | ---------- |
| Tornei del Grande Slam |      |      |       |       |       |            |
| Australian Open        | A    | Q3   | 2T    | 1T    | 3T    | 3–3        |
| Open di Francia        | A    | 1T   | 3T    | 3T    | 2T    | 5–4        |
| Wimbledon              | A    | ND   | 1T    | A     | 2T    | 1–2        |
| US Open                | Q3   | 3T   | 3T    | 1T    | 1T    | 4–4        |
| Vittorie–Sconfitte     | 0–0  | 2–2  | 5–4   | 2–3   | 4–4   | 13–13      |
| Carriera               |      |      |       |       |       |            |
| Tornei giocati         | 3    | 5    | 26    | 29    | 28    | 91         |
| Totale V–S             | 2–3  | 3–5  | 22–26 | 20-29 | 35-30 | 82–93      |
| Vittorie %             | 40%  | 38%  | 46%   | 41%   | 54%   | 47%        |
| Ranking di fine anno   | 105  | 93   | 79    | 95    | 43    | $2.375.268 |

### Doppio
Aggiornato a fine WTA Tour 2023
| Torneo                 | 2020 | 2021 | 2022 | 2023 | V–S  |
| ---------------------- | ---- | ---- | ---- | ---- | ---- |
| Tornei del Grande Slam |      |      |      |      |      |
| Australian Open        | A    | A    | 1T   | A    | 0–1  |
| Open di Francia        | 2T   | 2T   | 1T   | 1T   | 2–4  |
| Wimbledon              | ND   | 3T   | A    | 1T   | 2–2  |
| US Open                | A    | 2T   | 1T   | 1T   | 1–3  |
| Vittorie–Sconfitte     | 1–1  | 4–3  | 0-3  | 0-3  | 5–10 |
| Carriera               |      |      |      |      |      |
| Tornei giocati         | 2    | 9    | 7    | 7    | 25   |
| Totale V–S             | 1–2  | 6–9  | 1-7  | 0-7  | 8–25 |
| Vittorie %             | 33%  | 40%  | 13%  | 0%   | 24%  |
| Ranking di fine anno   | 481  | 149  | 554  | 909  |      |

## Vittorie contro giocatrici top 10
| Stagione | 2023 | 2024 | Totale |
| -------- | ---- | ---- | ------ |
| Vittorie | 3    | 1    | 4      |

| #    | Giocatrice           | Ranking | Evento                          | Superficie  | Turno | Punteggio     | Rank. VGR |
| ---- | -------------------- | ------- | ------------------------------- | ----------- | ----- | ------------- | --------- |
| 2023 |                      |         |                                 |             |       |               |           |
| 1.   | Dar'ja Kasatkina (1) | 8       | Australian Open, Melbourne      | Cemento     | 1T    | 6–1, 6–1      | 97        |
| 2.   | Dar'ja Kasatkina (2) | 8       | Indian Wells Open, Indian Wells | Cemento     | 3T    | 6–4, 6–4      | 66        |
| 3.   | Ons Jabeur           | 5       | Miami Open, Miami Gardens       | Cemento     | 2T    | 6–2, 6–2      | 54        |
| 2024 |                      |         |                                 |             |       |               |           |
| 4.   | Maria Sakkarī        | 7       | Open di Francia, Parigi         | Terra rossa | 1T    | 3-6, 6-4, 6-3 | 88        |